# Käo (Laimjala)
Käo – wieś w Estonii, w prowincji Sarema, w gminie Laimjala.